# 철원군의 도로 목록
다음은 철원군의 도로 목록이다. 도로는 대로, 로, 길 순서로 가나다 순으로 정리하며, 기초번호나 일련번호 방식으로 매겨진 도로명은 따로 기입하지 않는다. 타 시/도와 연계될 경우 그 경계까지만 적는다.

## 로
| 도로명   | 기점                                  | 종점                                  | 길이     | 유래 | 비고                           |
| -------- | ------------------------------------- | ------------------------------------- | -------- | --- | ------------------------------ |
| 갈말로   | 강원특별자치도 철원군 갈말읍 군탄리   | 강원특별자치도 철원군 갈말읍 상사리   | 7.056km  | 갈말읍 행정명 이용 | 철원군도 4호선                 |
| 군탄로   | 강원특별자치도 철원군 갈말읍 군탄리   | 강원특별자치도 철원군 갈말읍 군탄리   | 1.87km   | 풍전, 벌말, 동온동을 병합한 군탄리 행정명 활용                                                                                    |                                |
| 궁예로   | 강원특별자치도 철원군 갈말읍 신철원리 | 강원특별자치도 철원군 갈말읍 문혜리   | 8.938km  | 태봉국 궁예왕의 이름을 활용(궁예왕이 왕건에게 나라를 빼앗기고 도주할 때 울음산(명성산)에서 한탄하였다고 함)                       | 387철원군도 1호선              |
| 금강로   | 강원특별자치도 철원군 서면 자등리     | 강원특별자치도 철원군 서면 와수리     | 17.684km | 금강산가는 도로 | 47                             |
| 금강산로 | 강원특별자치도 철원군 철원읍 외촌리   | 강원특별자치도 철원군 근북면 유곡리   | 20.161km | 금강산으로 가는 철길로 그의미를 부여하여 도로명 사용                                                                              | 87464철원군도 6호선            |
| 금학로   | 강원특별자치도 철원군 동송읍 오지리   | 강원특별자치도 철원군 철원읍 중리     | 11.134km | 금학산은 예로부터 진산으로 철원벌판을 품에 안은 형상이며, 일천년전 도선국사가 향후 만호가 누리게 될 명터라고 예언하여 도로명 부여 | 87463                          |
| 금학산로 | 강원특별자치도 철원군 동송읍 오지리   | 강원특별자치도 철원군 동송읍 이평리   | 1.669km  | 산의 모형이 학처럼 생겼다 하여 금학산의 자연 지명활용                                                                             | 철원군도 4호선                 |
| 김화로   | 강원특별자치도 철원군 김화읍 청양리   | 강원특별자치도 철원군 김화읍 학사리   | 6.695km  | 김화읍 행정명 활용 | 47철원군도 11호선              |
| 대성로   | 강원특별자치도 철원군 근남면 육단리   | 강원특별자치도 철원군 서면 와수리     | 2.213km  | 옛날에 산봉우리에 부자가 살아 장자라는 이들을 두었다고 하는 대성산의 자연지명 활용                                                | 철원군도 9호선                 |
| 도창로   | 강원특별자치도 철원군 김화읍 청양리   | 강원특별자치도 철원군 갈말읍 정연리   | 7.549km  | 우구동, 험석리와 김화군 서면의 서업리를 병합한 행정명 활용                                                                        | 464                            |
| 두루미로 | 강원특별자치도 철원군 갈말읍 문혜리   | 강원특별자치도 철원군 철원읍 홍원리   | 19.036km | 세계적으로 희귀조류이며 철원군의 상징인 두루미를 도로명으로 활용                                                                  | 철원군도 1호선                 |
| 마현로   | 강원특별자치도 철원군 근남면 마현리   | 강원특별자치도 철원군 근남면 마현리   | 578m     | 말고개가 있다하여 마현이라는 옛지명 및 행정명 활용                                                                                |                                |
| 명성로   | 강원특별자치도 철원군 갈말읍 지포리   | 강원특별자치도 철원군 갈말읍 군탄리   | 3.035km  | 명성산 아래에 있는 지역으로 자연지명 활용                                                                                         | 철원군도 4호선                 |
| 묘장로   | 강원특별자치도 철원군 철원읍 사요리   | 강원특별자치도 철원군 철원읍 대마리   | 5.046km  | 철원군 묘장면의 옛지명 활용 | 87463                          |
| 무금로   | 강원특별자치도 철원군 서면 와수리     | 강원특별자치도 철원군 서면 와수리     | 735m     | 무금천의 옛 하천 이름 활용 |                                |
| 북원로   | 강원특별자치도 철원군 동송읍 상노리   | 강원특별자치도 철원군 동송읍 오덕리   | 8.781km  | 포천시 영북면과 철원군 철원읍을 연결하는 도로로 읍,면의 중간 명칭을 활용                                                          | 87                             |
| 삼부연로 | 강원특별자치도 철원군 갈말읍 신철원리 | 강원특별자치도 철원군 갈말읍 신철원리 | 8.254km  | 소가 3개 있어 모두 솥처럼 생겼다하여 삼부연이라 부르는 자연지명 활용                                                              | 철원군도 4호선                 |
| 상노로   | 강원특별자치도 철원군 동송읍 상노리   | 강원특별자치도 철원군 동송읍 오지리   | 5.864km  | 상중리의 상자와 사대로의 노자를 활용한 행정명 사용                                                                                | 철원군도 4호선                 |
| 상사로   | 강원특별자치도 철원군 갈말읍 내대리   | 강원특별자치도 철원군 갈말읍 상사리   | 3.844km  | 소후동, 내동, 외동, 송호동을 병합한 행정명 활용                                                                                   |                                |
| 수피령로 | 강원특별자치도 철원군 근남면 육단리   | 강원특별자치도 철원군 근남면 육단리   | 6.837km  | 근남면 육단리 뒤에 있는 고개로 화천군 상서면 다목리로 넘어 가는 고개의 지명 활용                                                  | 56                             |
| 신벌로   | 강원특별자치도 철원군 서면 와수리     | 강원특별자치도 철원군 서면 와수리     | 2.6km    | 와수리 북쪽에 있는 큰 들이라는 옛 유래를 활용                                                                                     |                                |
| 아리랑로 | 강원특별자치도 철원군 서면 와수리     | 강원특별자치도 철원군 서면 와수리     | 670m     | 서면 와수리에 위치한 얕으마한 고개로 옛 지명 활용                                                                                 |                                |
| 약수로   | 강원특별자치도 철원군 서면 와수리     | 강원특별자치도 철원군 서면 와수리     | 1.718km  | 약수가 나오던 골짜기의 옛 지명 활용                                                                                               |                                |
| 영서로   | 강원특별자치도 철원군 근남면 마현리   | 강원특별자치도 철원군 김화읍 읍내리   | 14.872km | 영서지방을 잇는 의미로 고유명사 활용                                                                                              | 5                              |
| 오대로   | 강원특별자치도 철원군 동송읍 이평리   | 강원특별자치도 철원군 동송읍 양지리   | 5.821km  | 철원의 오대쌀을 뜻하는 고유명칭 활용                                                                                              | 철원군도 2호선 철원군도 11호선 |
| 오덕로   | 강원특별자치도 철원군 동송읍 이평리   | 강원특별자치도 철원군 동송읍 대위리   | 4.383km  | 오리의 오자와 가덕의 덕자를 활용한 행정명 사용                                                                                    |                                |
| 오지로   | 강원특별자치도 철원군 동송읍 오지리   | 강원특별자치도 철원군 동송읍 장흥리   | 3.373km  | 오야산의 오자와 초지동의 지자를 활용한 행정명 사용                                                                                |                                |
| 와수로   | 강원특별자치도 철원군 서면 와수리     | 강원특별자치도 철원군 근남면 사곡리   | 4.933km  | 수유리, 밀개, 무금동, 곤좌를 병합한 행정명 활용                                                                                   | 47철원군도 13호선              |
| 유곡로   | 강원특별자치도 철원군 김화읍 도창리   | 강원특별자치도 철원군 근북면 유곡리   | 5.599km  | 행정지명 활용 | 철원군도 2호선                 |
| 율이로   | 강원특별자치도 철원군 철원읍 화지리   | 강원특별자치도 철원군 철원읍 율이리   | 4.786km  | 율지리와 리현리의 앞자를 활용한 행정명 활용                                                                                       | 철원군도 2호선                 |
| 이평로   | 강원특별자치도 철원군 동송읍 이평리   | 강원특별자치도 철원군 동송읍 이평리   | 1.554km  | 이장족리의 이자와 장평리의 평자를 활용한 행정명 사용                                                                              |                                |
| 자등로   | 강원특별자치도 철원군 서면 자등리     | 강원특별자치도 철원군 서면 자등리     | 7.458km  | 송동, 석현, 축전, 조막동을 병합한 행정명 활용                                                                                     |                                |
| 장흥로   | 강원특별자치도 철원군 동송읍 장흥리   | 강원특별자치도 철원군 동송읍 오덕리   | 4.086km  | 장방산의 장자와 부흥동의 흥자를 활용한 행정명 사용                                                                                |                                |
| 창동로   | 강원특별자치도 철원군 동송읍 장흥리   | 강원특별자치도 철원군 동송읍 장흥리   | 2.438km  | 포천시 창수면과 철원군 동송읍을 연결하는 도로로 읍,면 앞 명칭 활용                                                                | 87387                          |
| 청양로   | 강원특별자치도 철원군 갈말읍 지경리   | 강원특별자치도 철원군 김화읍 청양리   | 6.745km  | 초전, 연동, 수무정, 지경, 장림리, 원우천을 병합 하여 청양리라 칭한 행정명 활용                                                    | 464철원군도 11호선             |
| 태봉로   | 강원특별자치도 철원군 근남면 잠곡리   | 강원특별자치도 철원군 철원읍 화지리   | 26.817km | 궁예가 도읍으로 정한 태봉을 상징하는 명칭으로 도로명 활용                                                                         | 56463                          |
| 평화로   | 강원특별자치도 철원군 철원읍 율이리   | 강원특별자치도 철원군 철원읍 홍원리   | 10.462km | 평화의 염원을 상징하는 도로명으로 고유명사 활용                                                                                   | 3                              |
| 하오재로 | 강원특별자치도 철원군 근남면 잠곡리   | 강원특별자치도 철원군 김화읍 용양리   | 19.285km | 이웃 마을간에 싸움이 있었는데, 이 곳에서 화해를 했다는 어원의 옛 지명 활용                                                        | 56463                          |
| 호국로   | 강원특별자치도 철원군 갈말읍 강포리   | 강원특별자치도 철원군 근남면 풍암리   | 29.303km | 분단국가의 위치적 특성반영을 활용한 고유명사 활용                                                                                 | 4356387                        |
| 화지로   | 강원특별자치도 철원군 철원읍 화지리   | 강원특별자치도 철원군 동송읍 이평리   | 496m     | 화전리의 화자와 천황지리의 지자를 합친 화지리의 행정명 활용                                                                       |                                |

## 길
| 도로명     | 기점                                  | 종점                                  | 길이    | 유래                                                                         | 비고                               |
| ---------- | ------------------------------------- | ------------------------------------- | ------- | ---------------------------------------------------------------------------- | ---------------------------------- |
| 강회동길   | 강원특별자치도 철원군 동송읍 오덕리   | 강원특별자치도 철원군 동송읍 오덕리   | 1.588km | 한탄강물이 돌아 나온다는 옛 지명 활용 (오덕로 분기)                          |                                    |
| 개현길     | 강원특별자치도 철원군 갈말읍 내대리   | 강원특별자치도 철원군 갈말읍 내대리   | 525m    | 내대2리에 있는 작은 고개의 지역 지명 활용 (두루미로 분기)                    |                                    |
| 골말길     | 강원특별자치도 철원군 동송읍 오지리   | 강원특별자치도 철원군 동송읍 오지리   | 457m    | 옛 궁예 때에 골[관]이 있었던 마을 지명 활용(오지로 분기)                     |                                    |
| 곰배산길   | 강원특별자치도 철원군 근남면 육단리   | 강원특별자치도 철원군 근남면 육단리   | 827m    | 지역 지명 활용 일련번호 활용 (하오재로 분기)                                 |                                    |
| 곰배산안길 | 강원특별자치도 철원군 근남면 육단리   | 강원특별자치도 철원군 근남면 육단리   | 146m    | 곰배산길 안쪽에 있다하여 지역지명 활용(하오재로 분기)                        |                                    |
| 관전길     | 강원특별자치도 철원군 철원읍 관전리   | 강원특별자치도 철원군 철원읍 중리     | 160m    | 관동리와 궁전리 앞자를 활용한 행정명 활용 (금강산로 분기)                    |                                    |
| 금연길     | 강원특별자치도 철원군 동송읍 오지리   | 강원특별자치도 철원군 동송읍 오지리   | 895m    | 금연저수지가 있다하여 지역 지명 활용(북원로 분기)                            |                                    |
| 금월동길   | 강원특별자치도 철원군 동송읍 오덕리   | 강원특별자치도 철원군 동송읍 오덕리   | 1.043km | 달빛이 금빛처럼 빛난다고 하는 옛 지명 활용(오대로 분기)                      |                                    |
| 남수동길   | 강원특별자치도 철원군 동송읍 오덕리   | 강원특별자치도 철원군 동송읍 오덕리   | 615m    | 옛 지역 지명 활용, 주민의견 수렴 (신대동길 분기)                             |                                    |
| 능곡길     | 강원특별자치도 철원군 갈말읍 문혜리   | 강원특별자치도 철원군 갈말읍 문혜리   | 328m    | 능골 새냥밭골 옆에 있는 골짜기에 능이있어 옛 지명 활용 (태봉로 분기)         |                                    |
| 담터길     | 강원특별자치도 철원군 동송읍 상노리   | 강원특별자치도 철원군 동송읍 상노리   | 2.26km  | 옛날 짐승을 잡아먹고 버린 뼈로 담을 쌓았다는 옛 지명 활용(상노로 분기)       |                                    |
| 대마길     | 강원특별자치도 철원군 철원읍 대마리   | 강원특별자치도 철원군 철원읍 대마리   | 1.268km | 행정구역명 활용 일련번호 활용 (묘장로 분기)                                  |                                    |
| 덕고동길   | 강원특별자치도 철원군 동송읍 오덕리   | 강원특별자치도 철원군 동송읍 오덕리   | 356m    | 마을에 덕고개란 고개가 있다하여 붙여진 옛 지명 활용 (오덕로 분기)            |                                    |
| 도덕동길   | 강원특별자치도 철원군 근남면 잠곡리   | 강원특별자치도 철원군 근남면 잠곡리   | 628m    | 도덕군자가 살았다고 하는 옛 지명 활용(하오재로 분기)                         |                                    |
| 도덕탄길   | 강원특별자치도 철원군 동송읍 장흥리   | 강원특별자치도 철원군 동송읍 장흥리   | 1.324km | 예의 바른 사람이 모여 살며 물이 맑고 깨끗하다하는 옛 지명 활용 (태봉로 분기) |                                    |
| 도피동길   | 강원특별자치도 철원군 철원읍 화지리   | 강원특별자치도 철원군 동송읍 관우리   | 1.736km | 도피안사 동쪽의 마을이라는 옛 지명 활용 (금학로 분기)                        |                                    |
| 독서당길   | 강원특별자치도 철원군 철원읍 율이리   | 강원특별자치도 철원군 철원읍 율이리   | 3.388km | 율이로 분기하여 안쪽에 있다는 의미로 도로명 설정 (율이로 분기)               | 2011년 11월 23일 변경              |
| 동막길     | 강원특별자치도 철원군 갈말읍 동막리   | 강원특별자치도 철원군 갈말읍 동막리   | 232m    | 독을 만드는 도요지와 막이 있다는 옛 지명 활용 (두루미로 분기)                |                                    |
| 동송시장길 | 강원특별자치도 철원군 동송읍 이평리   | 강원특별자치도 철원군 동송읍 이평리   | 87m     | 동송읍 중앙에 위치한 시장을 뜻하는 지역지명 활용 (금학로231번길 분기)        |                                    |
| 동온동길   | 강원특별자치도 철원군 갈말읍 군탄리   | 강원특별자치도 철원군 갈말읍 군탄리   | 2.239km | 지역의 옛지명 활용, 주민의견수렴(호국로 분기)                                |                                    |
| 드르니길   | 강원특별자치도 철원군 갈말읍 군탄리   | 강원특별자치도 철원군 갈말읍 군탄리   | 2.181km | 양지 바르고 한 겨울에도 춥지 않다는 옛 지명 활용 (호국로 분기)               |                                    |
| 망경동길   | 강원특별자치도 철원군 김화읍 청양리   | 강원특별자치도 철원군 김화읍 청양리   | 1.52km  | 망경동이라는 옛 지명 활용 (청양로 분기)                                      |                                    |
| 매월동길   | 강원특별자치도 철원군 근남면 잠곡리   | 강원특별자치도 철원군 근남면 잠곡리   | 1.439km | 매월대 앞쪽에 위치한 마을이라하는 옛 지명 활용 (하오재로 분기)               |                                    |
| 명광길     | 강원특별자치도 철원군 김화읍 청양리   | 강원특별자치도 철원군 김화읍 청양리   | 325m    | 옛 지명 및 자연 명칭 활용 (김화로 분기)                                      |                                    |
| 무시골길   | 강원특별자치도 철원군 갈말읍 문혜리   | 강원특별자치도 철원군 갈말읍 문혜리   | 1.69km  | 황생이네가 모여있는 동쪽에 있는 골짜기라는 옛 지명 활용 (태봉로 분기)        | 2011년 12월 23일 숙소골길로 변경   |
| 방화동길   | 강원특별자치도 철원군 근남면 잠곡리   | 강원특별자치도 철원군 근남면 잠곡리   | 731m    | 물방아가 있는 마을이라는 옛 지명 활용 (하오재로 분기)                        |                                    |
| 봉학동길   | 강원특별자치도 철원군 동송읍 오덕리   | 강원특별자치도 철원군 동송읍 오덕리   | 393m    | 봉학산 아래에 있는 마을이라는 옛지명 활용(오덕로 분기)                       |                                    |
| 사기막길   | 강원특별자치도 철원군 김화읍 학사리   | 강원특별자치도 철원군 김화읍 학사리   | 389m    | 옛날에 사기점이 있었다는 옛 지명 활용(김화로 분기)                           |                                    |
| 사요길     | 강원특별자치도 철원군 철원읍 관전리   | 강원특별자치도 철원군 철원읍 사요리   | 1.684km | 사방지리와 상미요리의 지역명을 활용한 행정명 활용 (금강산로 분기)            |                                    |
| 삼거리길   | 강원특별자치도 철원군 갈말읍 문혜리   | 강원특별자치도 철원군 갈말읍 문혜리   | 151m    | 세 갈래의 길이 있는 마을이라는 옛 지명 활용 (호국로 분기)                    |                                    |
| 삼막골길   | 강원특별자치도 철원군 김화읍 청양리   | 강원특별자치도 철원군 김화읍 청양리   | 1.106km | 인삼을 캐는 사람이 막을 치고 있던 골짜기라는 옛 지명 활용 (청아골길 분기)    |                                    |
| 삼성길     | 강원특별자치도 철원군 서면 자등리     | 강원특별자치도 철원군 서면 자등리     | 556m    | 옛 지역명 및 자연지명 활용 (자등로 분기)                                     |                                    |
| 상길성길   | 강원특별자치도 철원군 동송읍 상노리   | 강원특별자치도 철원군 동송읍 상노리   | 1.72km  | 옛날 윗길쪽에 위치하였다는 옛 지명 활용 (상노로 분기)                        |                                    |
| 상사길     | 강원특별자치도 철원군 갈말읍 상사리   | 강원특별자치도 철원군 갈말읍 상사리   | 468m    | 윗실(상사리)라는 옛 지명 활용(상사로 분기)                                   | 2011년 11월 23일 중간상사길로 변경 |
| 상해길     | 강원특별자치도 철원군 서면 자등리     | 강원특별자치도 철원군 서면 자등리     | 2.209km | 세상이 물에 잠겼을 때 이산만은 잠기지 않았다는 옛 지명 활용                  |                                    |
| 샛말길     | 강원특별자치도 철원군 근남면 잠곡리   | 강원특별자치도 철원군 근남면 잠곡리   | 460m    | 도덕동과 문수동 중간에 위치한다는 옛 지명 활용 (하오재로 분기)               |                                    |
| 생창길     | 강원특별자치도 철원군 김화읍 학사리   | 강원특별자치도 철원군 김화읍 읍내리   | 6.93km  | 노상, 노하, 내동, 신흥리를 병합한 행정명 활용 (호국로 분기)                  | 43                                 |
| 석현동길   | 강원특별자치도 철원군 서면 자등리     | 강원특별자치도 철원군 서면 자등리     | 481m    | 돌고개 아래에 있는 마을이라는 옛 지명 활용(금강로 분기)                      |                                    |
| 선동길     | 강원특별자치도 철원군 김화읍 학사리   | 강원특별자치도 철원군 김화읍 학사리   | 441m    | 당고개 앞에 있는 들이라는 옛 지명 활용(생창길 분기)                          |                                    |
| 솔골길     | 강원특별자치도 철원군 서면 자등리     | 강원특별자치도 철원군 서면 자등리     | 3.53km  | 웃뜰기 동쪽에 있는 소나무가 많은 골짜기라는 옛 지명 활용 (금강로 분기)       |                                    |
| 송동길     | 강원특별자치도 철원군 서면 자등리     | 강원특별자치도 철원군 서면 자등리     | 488m    | 마을 주변에 소나무가 많다 하여 불리는 옛 지명 활용 (금강로 분기)             |                                    |
| 송학동길   | 강원특별자치도 철원군 동송읍 오덕리   | 강원특별자치도 철원군 동송읍 오덕리   | 394m    | 지역 지명 활용 (오덕로 분기)                                                 |                                    |
| 숙소골길   | 강원특별자치도 철원군 갈말읍 문혜리   | 강원특별자치도 철원군 갈말읍 문혜리   | 1.69km  | 황생이네가 모여있는 동쪽에 있는 골짜기라는 옛 지명 활용 (태봉로 분기)        | 2011년 12월 23일 변경              |
| 순담길     | 강원특별자치도 철원군 갈말읍 군탄리   | 강원특별자치도 철원군 갈말읍 내대리   | 3.171km | 순채란 수초가 자랐다하여 붙여진 옛 지명 활용 (군상로 분기)                   |                                    |
| 신대동길   | 강원특별자치도 철원군 동송읍 오덕리   | 강원특별자치도 철원군 동송읍 오덕리   | 1.315km | 옛 지역 지명 활용 주민의견 수렴(오덕로 분기)                                 |                                    |
| 신동막길   | 강원특별자치도 철원군 갈말읍 동막리   | 강원특별자치도 철원군 갈말읍 동막리   | 3.676km | 독을 만드는 도요지와 막이 있다는 옛 지명 활용 (두루미로 분기)                |                                    |
| 신사곡길   | 강원특별자치도 철원군 근남면 사곡리   | 강원특별자치도 철원군 근남면 사곡리   | 395m    | 모래울 또는 사곡이라 불리는 옛지명을 활용 (하오재로 분기)                    |                                    |
| 신평동길   | 강원특별자치도 철원군 동송읍 오덕리   | 강원특별자치도 철원군 동송읍 오덕리   | 326m    | 새로 개척한 들에 세운 마을이라는 옛 지명 활용 (오대로 분기)                  |                                    |
| 실하리길   | 강원특별자치도 철원군 갈말읍 내대리   | 강원특별자치도 철원군 갈말읍 내대리   | 678m    | 내대리에 딸린 마을이라는 옛 지명 활용(두루미로 분기)                         |                                    |
| 싸리골길   | 강원특별자치도 철원군 서면 자등리     | 강원특별자치도 철원군 갈말읍 문혜리   | 3.483km | 주민의견 수렴, 지역 지명 활용(태봉로 분기)                                   |                                    |
| 아래군탄길 | 강원특별자치도 철원군 갈말읍 군탄리   | 강원특별자치도 철원군 갈말읍 군탄리   | 289m    | 지역명 및 자연지명 활용 (호국로 분기)                                        |                                    |
| 아랫삼성길 | 강원특별자치도 철원군 갈말읍 문혜리   | 강원특별자치도 철원군 갈말읍 문혜리   | 671m    | 삼성의 아래쪽 마을이라는 옛 지명 활용(호국로 분기)                           |                                    |
| 약수터길   | 강원특별자치도 철원군 근남면 육단리   | 강원특별자치도 철원군 근남면 사곡리   | 1.984km | 주민의견 수렴시 제시된 옛 지역 지명 활용 (하오재로 분기)                     |                                    |
| 양지길     | 강원특별자치도 철원군 동송읍 양지리   | 강원특별자치도 철원군 동송읍 양지리   | 2.122km | 양지바르고 온화한 곳에 취락이 형성되었다는 옛 지명 활용 (두루미로 분기)      |                                    |
| 양촌길     | 강원특별자치도 철원군 동송읍 오덕리   | 강원특별자치도 철원군 동송읍 오덕리   | 336m    | 양씨가 많이 살았던 옛 지명 활용 (태봉로 분기)                                |                                    |
| 여우냇길   | 강원특별자치도 철원군 갈말읍 군탄리   | 강원특별자치도 철원군 갈말읍 문혜리   | 568m    | 풍천리 동쪽에 있는 골짜기라는 옛 지명 활용(갈말로 분기)                      |                                    |
| 연동길     | 강원특별자치도 철원군 김화읍 청양리   | 강원특별자치도 철원군 김화읍 청양리   | 627m    | 늪 골, 연못이 있는 마을이라는 옛 지명활용(청양로 분기)                       |                                    |
| 오리말길   | 강원특별자치도 철원군 동송읍 이평리   | 강원특별자치도 철원군 동송읍 장흥리   | 1.399km | 오리나무가 많았다 하여 지어진 옛지명 활용(이평2로 분기)                      |                                    |
| 왜매길     | 강원특별자치도 철원군 동송읍 오지리   | 강원특별자치도 철원군 동송읍 오지리   | 910m    | 지역 지명 및 자연지명 활용 주민의견 수렴(오지로 분기)                        |                                    |
| 외골길     | 강원특별자치도 철원군 김화읍 청양리   | 강원특별자치도 철원군 김화읍 청양리   | 811m    | 지역 지명 및 자연지명 활용, 주민의견 수렴(청양로 분기)                       |                                    |
| 용화동길   | 강원특별자치도 철원군 갈말읍 신철원리 | 강원특별자치도 철원군 갈말읍 신철원리 | 2.903km | 삼부연에 용탕이 있다는 옛 지명 활용(삼부연로 분기)                           |                                    |
| 윗군탄길   | 강원특별자치도 철원군 갈말읍 군탄리   | 강원특별자치도 철원군 갈말읍 군탄리   | 429m    | 지역명 및 자연지명 활용 (명성로 분기)                                        |                                    |
| 윗삼성길   | 강원특별자치도 철원군 갈말읍 문혜리   | 강원특별자치도 철원군 갈말읍 문혜리   | 1.136km | 삼성의 위쪽에 있다는 옛 지명 활용(호국로 분기)                               |                                    |
| 육단길     | 강원특별자치도 철원군 근남면 육단리   | 강원특별자치도 철원군 근남면 육단리   | 424m    | 엿다니 또는 육단리와 수피, 문수동을 병합한 행정명 활용 (하오재로 분기)       |                                    |
| 율이길     | 강원특별자치도 철원군 철원읍 율이리   | 강원특별자치도 철원군 철원읍 율이리   | 3.388km | 율이로 분기하여 안쪽에 있다는 의미로 도로명 설정 (율이로 분기)               | 2011년 11월 23일 독서당길로 변경   |
| 음지말길   | 강원특별자치도 철원군 서면 자등리     | 강원특별자치도 철원군 서면 자등리     | 282m    | 응달쪽에 있는 마을이라는 옛 지명 활용(자등로 분기)                           |                                    |
| 이길리길   | 강원특별자치도 철원군 동송읍 이길리   | 강원특별자치도 철원군 동송읍 이길리   | 338m    | 행정명칭 활용, 지역 지명 활용(금강산로 분기)                                 |                                    |
| 이길리안길 | 강원특별자치도 철원군 동송읍 이길리   | 강원특별자치도 철원군 동송읍 이길리   | 198m    | 행정명칭 활용, 지역 지명 활용(금강산로 분기)                                 |                                    |
| 잣골길     | 강원특별자치도 철원군 근남면 육단리   | 강원특별자치도 철원군 근남면 육단리   | 742m    | 주민의견 수렴시 제시된 옛 지역 지명 활용(약수터길 분기)                      |                                    |
| 장림동길   | 강원특별자치도 철원군 김화읍 청양리   | 강원특별자치도 철원군 김화읍 청양리   | 157m    | 숲이 무성하였던 마을이라는 옛 지명 활용(김화로 분기)                         |                                    |
| 장명동길   | 강원특별자치도 철원군 서면 자등리     | 강원특별자치도 철원군 서면 자등리     | 598m    | 마을 지대가 높아 밝은 달을 오래 볼 수 있다는 옛 지명 활용 (자동로 분기)      |                                    |
| 장방산길   | 강원특별자치도 철원군 동송읍 장흥리   | 강원특별자치도 철원군 동송읍 장흥리   | 750m    | 동네 주위가 소나무로 둘러싸여 있다고 하는 옛 지명 활용 (오지로 분기)         |                                    |
| 정연길     | 강원특별자치도 철원군 갈말읍 정연리   | 강원특별자치도 철원군 갈말읍 정연리   | 1.993km | 평강군 남면 정연리였으나 철원군 갈말면에 편입된 행정명 활용 (금강산로 분기)  |                                    |
| 조막동길   | 강원특별자치도 철원군 서면 자등리     | 강원특별자치도 철원군 서면 자등리     | 417m    | 새가 많이 모여 막을 치고 이를 막았다는 옛 지명 활용 (자등로 분기)            |                                    |
| 중간상사길 | 강원특별자치도 철원군 갈말읍 상사리   | 강원특별자치도 철원군 갈말읍 상사리   | 468m    | 윗실(상사리)라는 옛 지명 활용(상사로 분기)                                   | 2011년 11월 23일 변경              |
| 중군봉길   | 강원특별자치도 철원군 갈말읍 강포리   | 강원특별자치도 철원군 갈말읍 강포리   | 1.146km | 방축리 남서쪽에 있는 산의 자연지명 활용(호국로 분기)                         |                                    |
| 지경길     | 강원특별자치도 철원군 갈말읍 지경리   | 강원특별자치도 철원군 갈말읍 토성리   | 1.032km | 지역지명 활용 (청양로 분기)                                                  |                                    |
| 지경안길   | 강원특별자치도 철원군 김화읍 청양리   | 강원특별자치도 철원군 갈말읍 지경리   | 357m    | 갈말읍 지경리와 접경에 있는 마을, 지역 지명 활용 (청양로 분기)               |                                    |
| 직탕길     | 강원특별자치도 철원군 갈말읍 상사리   | 강원특별자치도 철원군 동송읍 장흥리   | 1.347km | 직탕폭포의 자연지명 활용 (태봉대교길 분기)                                   |                                    |
| 청하골길   | 강원특별자치도 철원군 김화읍 청양리   | 강원특별자치도 철원군 김화읍 청양리   | 2.686km | 마을 앞에 맑은 하천이 흐른다는 옛 지명 활용 (청양로 분기)                    |                                    |
| 청하길     | 강원특별자치도 철원군 김화읍 청양리   | 강원특별자치도 철원군 김화읍 청양리   | 572m    | 주민의견 수렴 내용 반영, 옛 지명 및 자연지명 활용 (청양로 분기)              |                                    |
| 초막동길   | 강원특별자치도 철원군 근남면 육단리   | 강원특별자치도 철원군 근남면 육단리   | 361m    | 아홉 명(구현)이 은거하던 초막이 있었다하는 옛 지명 활용 (근서로 분기)        |                                    |
| 태봉대교길 | 강원특별자치도 철원군 동송읍 장흥리   | 강원특별자치도 철원군 갈말읍 상사리   | 2.761km | 한탄강을 경계로 동송읍과 갈말읍을 연결하는 교량 명칭 활용(상사로 분기)       |                                    |
| 토성길     | 강원특별자치도 철원군 갈말읍 토성리   | 강원특별자치도 철원군 갈말읍 토성리   | 4.041km | 토성이 있던 앞 벌이라는 옛 지명 활용(도창로 분기)                            |                                    |
| 토성안길   | 강원특별자치도 철원군 갈말읍 토성리   | 강원특별자치도 철원군 갈말읍 토성리   | 246m    | 토성길 안쪽에 있다하여 지역 지명 활용(토성길 분기)                           |                                    |
| 풍전길     | 강원특별자치도 철원군 갈말읍 군탄리   | 강원특별자치도 철원군 갈말읍 군탄리   | 586m    | 조선조때 풍전역이라는 옛 지명 활용(군상로 분기)                              |                                    |
| 하길성길   | 강원특별자치도 철원군 동송읍 상노리   | 강원특별자치도 철원군 동송읍 상노리   | 748m    | 옛날 아랫길쪽에 위치 하였다는 옛 지명 활용(상노로 분기)                      |                                    |
| 하문수동길 | 강원특별자치도 철원군 근남면 육단리   | 강원특별자치도 철원군 근남면 육단리   | 1.042km | 문수보살이 지나다가 유숙했다는 옛 지명 활용 (하오재로 분기)                  |                                    |
| 하송동길   | 강원특별자치도 철원군 서면 자등리     | 강원특별자치도 철원군 서면 자등리     | 189m    | 소나무가 많은 마을 아래쪽에 위치해 있다고하는 옛 지명 활용 (금강로 분기)     |                                    |
| 하월촌길   | 강원특별자치도 철원군 동송읍 오덕리   | 강원특별자치도 철원군 동송읍 오덕리   | 489m    | 아래쪽과 위쪽에 다리가 있는데 아래쪽 다리 옛 지명 활용 (오대로 분기)         |                                    |
| 학마을길   | 강원특별자치도 철원군 동송읍 오덕리   | 강원특별자치도 철원군 동송읍 오덕리   | 1.117km | 학마을 지역 지명을 활용(태봉로 분기)                                         |                                    |
| 학사길     | 강원특별자치도 철원군 김화읍 학사리   | 강원특별자치도 철원군 김화읍 학사리   | 406m    | 옛 지명 및 자연지명 활용, 주민의견 수렴(김화로 분기)                         |                                    |
| 한탄강길   | 강원특별자치도 철원군 동송읍 장흥리   | 강원특별자치도 철원군 동송읍 장흥리   | 2.466km | 한탄강 자연지명 활용 (태봉로 분기)                                           |                                    |
| 화강길     | 강원특별자치도 철원군 김화읍 학사리   | 강원특별자치도 철원군 김화읍 학사리   | 790m    | 주민의견 수렴 내용 반영, 옛 지명 및 자연지명 활용 (김화로 분기)              |                                    |

## 참고 자료
- (철원군고시 제2009-78호) 철원군 도로구간 및 도로명 조서[깨진 링크(과거 내용 찾기)]
- (철원군고시 제2011-78호) 도로명 주소 변경 고시[깨진 링크(과거 내용 찾기)]